# Tovey (Illinois)
Tovey es una villa ubicada en el condado de Christian en el estado estadounidense de Illinois. En el Censo de 2010 tenía una población de 512 habitantes y una densidad poblacional de 882,52 personas por km².

## Geografía
Tovey se encuentra ubicada en las coordenadas 39°35′18″N 89°26′55″O / 39.58833, -89.44861. Según la Oficina del Censo de los Estados Unidos, Tovey tiene una superficie total de 0,58 km², de la cual 0,58 km² corresponden a tierra firme y (0%) 0 km² es agua.

## Demografía
Según el censo de 2010, había 512 personas residiendo en Tovey. La densidad de población era de 882,52 hab./km². De los 512 habitantes, Tovey estaba compuesto por el 98,83% blancos, el 0,39% eran afroamericanos, el 0,2% eran amerindios, el 0,2% eran asiáticos, el 0% eran isleños del Pacífico, el 0% eran de otras razas y el 0,39% pertenecían a dos o más razas. Del total de la población el 0,39% eran hispanos o latinos de cualquier raza.